# NHK Trophy 2016
NHK Trophy 2016 – szóste w kolejności zawody łyżwiarstwa figurowego z cyklu Grand Prix 2016/2017. Zawody rozgrywano od 25 do 27 listopada 2016 roku w hali Makomanai Ice Arena w Sapporo.
Zwycięzcą wśród solistów został reprezentant gospodarzy Yuzuru Hanyū. W rywalizacji kobiet triumfowała reprezentantka Rosji Anna Pogoriła. Wśród par sportowych triumfowali Kanadyjczycy Meagan Duhamel i Eric Radford. Natomiast wśród par tanecznych zwyciężyli również Kanadyjczycy Tessa Virtue i Scott Moir.

## Wyniki

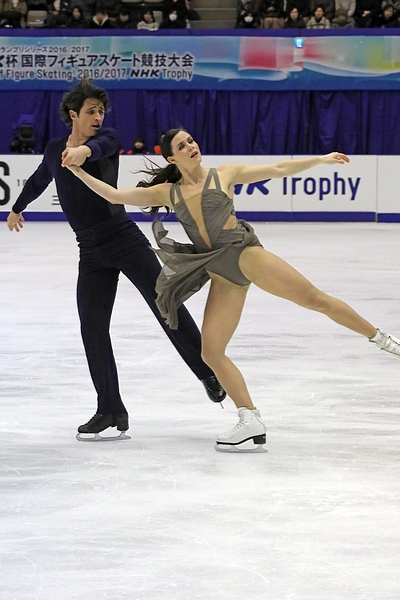
Para taneczna Virtue / Moir (CAN) – taniec dowolny

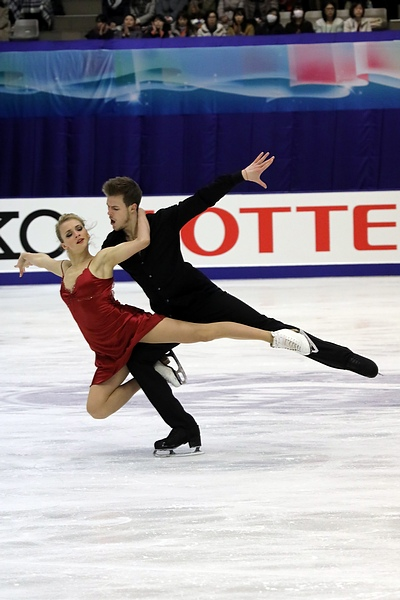
5. miejsce w parach tanecznych Wiktorija Sinicyna / Nikita Kacałapow (RUS)

### Soliści
| Poz. | Zawodnik         | Nota łączna | SP | SP     | FS | FS     |
| ---- | ---------------- | ----------- | -- | ------ | -- | ------ |
| 1    | Yuzuru Hanyū     | 301,47      | 1  | 103,89 | 1  | 197,58 |
| 2    | Nathan Chen      | 268,91      | 2  | 87,94  | 2  | 180,97 |
| 3    | Keiji Tanaka     | 248,44      | 3  | 80,49  | 3  | 167,95 |
| 4    | Alexei Bychenko  | 229,87      | 7  | 75,13  | 4  | 154,74 |
| 5    | Michaił Kolada   | 225,69      | 4  | 78,18  | 6  | 147,51 |
| 6    | Deniss Vasiļjevs | 223,73      | 10 | 70,50  | 5  | 153,23 |
| 7    | Jason Brown      | 218,47      | 8  | 74,33  | 7  | 144,14 |
| 8    | Nam Nguyen       | 212,43      | 6  | 75,33  | 8  | 137,10 |
| 9    | Ryūju Hino       | 207,15      | 9  | 72,50  | 9  | 134,65 |
| 10   | Elladj Baldé     | 195,32      | 5  | 76,29  | 11 | 119,03 |
| 11   | Grant Hochstein  | 191,40      | 11 | 68,31  | 10 | 123,09 |

### Solistki
| Poz. | Zawodniczka           | Nota łączna | SP | SP    | FS | FS     |
| ---- | --------------------- | ----------- | -- | ----- | -- | ------ |
| 1    | Anna Pogoriła         | 210,86      | 1  | 71,56 | 1  | 139,30 |
| 2    | Satoko Miyahara       | 198,00      | 3  | 64,20 | 2  | 133,80 |
| 3    | Marija Sotskowa       | 195,88      | 2  | 69,96 | 3  | 125,92 |
| 4    | Wakaba Higuchi        | 185,39      | 5  | 62,58 | 4  | 122,81 |
| 5    | Mirai Nagasu          | 180,33      | 4  | 63,49 | 8  | 116,84 |
| 6    | Karen Chen            | 178,45      | 7  | 58,76 | 5  | 119,69 |
| 7    | Yura Matsuda          | 178,26      | 6  | 60,98 | 7  | 117,28 |
| 8    | Elizabet Tursynbajewa | 175,11      | 9  | 55,66 | 6  | 119,45 |
| 9    | Choi Da-bin           | 165,63      | 11 | 51,06 | 9  | 114,57 |
| 10   | Alaine Chartrand      | 160,22      | 8  | 58,72 | 11 | 101,50 |
| 11   | Nicole Rajičová       | 159,70      | 10 | 53,43 | 10 | 106,27 |

### Pary sportowe
| Poz. | Zawodnicy                            | Nota łączna | SP | SP    | FS | FS     |
| ---- | ------------------------------------ | ----------- | -- | ----- | -- | ------ |
| 1    | Meagan Duhamel / Eric Radford        | 204,56      | 2  | 72,95 | 1  | 131,61 |
| 2    | Peng Cheng / Jin Yang                | 196,87      | 1  | 73,33 | 2  | 123,54 |
| 3    | Wang Xuehan / Wang Lei               | 185,32      | 3  | 65,66 | 3  | 119,66 |
| 4    | Tarah Kayne / Daniel O’Shea          | 172,20      | 5  | 57,02 | 4  | 115,18 |
| 5    | Mari Vartmann / Ruben Blommaert      | 170,70      | 4  | 61,23 | 6  | 109,47 |
| 6    | Miriam Ziegler / Severin Kiefer      | 161,91      | 7  | 52,19 | 5  | 109,72 |
| 7    | Sumire Sutō / Francis Boudreau-Audet | 161,85      | 6  | 52,65 | 7  | 109,20 |

### Pary taneczne

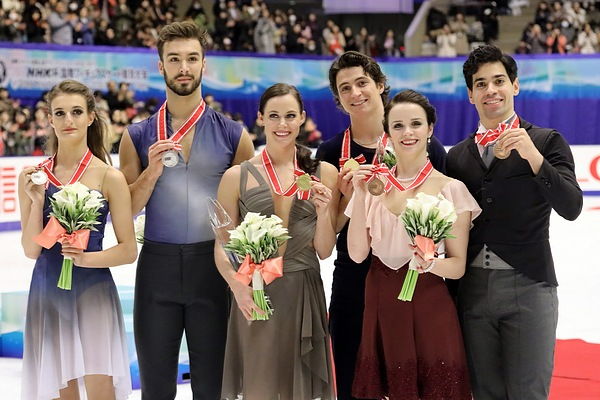
Medaliści w parach tanecznych, od lewej Papadakis / Cizeron (FRA), Virtue / Moir (CAN), Cappellini / Lanotte (ITA)

| Poz. | Zawodnicy                               | Nota łączna | SD  | SD    | FD  | FD     |
| ---- | --------------------------------------- | ----------- | --- | ----- | --- | ------ |
| 1    | Tessa Virtue / Scott Moir               | 195,84      | 1   | 79,47 | 1   | 116,37 |
| 2    | Gabriella Papadakis / Guillaume Cizeron | 186,66      | 2   | 75,60 | 2   | 111,06 |
| 3    | Anna Cappellini / Luca Lanotte          | 180,42      | 3   | 72,00 | 3   | 108,42 |
| 4    | Kaitlin Hawayek / Jean-Luc Baker        | 169,75      | 5   | 65,41 | 4   | 104,34 |
| 5    | Wiktorija Sinicyna / Nikita Kacałapow   | 169,62      | 4   | 68,85 | 5   | 100,77 |
| 6    | Marie-Jade Lauriault / Romain Le Gac    | 149,99      | 7   | 58,21 | 6   | 91,78  |
| 7    | Natalia Kaliszek / Maksym Spodyriew     | 147,93      | 6   | 59,92 | 7   | 88,01  |
| 8    | Anastasia Cannuscio / Colin McManus     | 139,47      | 8   | 52,66 | 8   | 86,81  |
| 9    | Emi Hirai / Marien de la Asuncion       | 120,35      | 9   | 49,37 | 9   | 70,98  |
| WD   | Kana Muramoto / Chris Reed              | DNS         | DNS | DNS   | DNS | DNS    |